# Чемпіонат Англії з футболу: Прем'єр-ліга
Прем'єр-ліга (англ. Premier League) — професіональний футбольний турнір клубів із найвищого щабля системи футбольних ліг Англії. У змаганні беруть участь 20 клубів з Англії та Уельсу. Вона має найбільшу глядацьку аудиторію з-поміж усіх футбольних ліг світу, а також є найбільш прибутковою.

## Історія

Перший логотип Прем'єр-ліги Футбольної Асоціації (до 2007 р.)

### Початок
У 1980-х роках англійський футбол був на спаді. Стадіони поступово розвалювалися, якість інфраструктури для вболівальників була незадовільною, хуліганство процвітало, а англійським клубам заборонили брати участь у європейських клубних турнірах після трагічних подій на стадіоні Ейзель у 1985 році. Перший дивізіон Футбольної Ліги, — найвищий рівень англійського футболу з 1888 року, був далеко позаду іноземних ліг, як-от італійська Серія A та іспанська Ла-Ліга, у відвідуваності й доходах, тому деякі з найкращих англійських гравців подалися за кордон. Однак, на початку 1990-х років справи пішли дещо краще; збірна Англії виступила дуже успішно на Кубку світу 1990 року, програвши лише у півфіналі у серії пенальті. У 1990 році УЄФА, керівний орган європейського футболу, скасувала заборону англійським клубам грати у євротурнірах, а у січні того ж року було опубліковано звіт Тейлора щодо стандартів безпеки на стадіонах, яким запропоновано високовартісну модернізацію стадіонів із перетворенням їх на повністю сидячі.
Надходження від продажу телевізійних прав набули набагато більшої ваги; у 1986 році Футбольна Ліга отримала лише 6,3 мільйона фунтів стерлінгів за дворічну угоду, але коли оборудку подовжено у 1988 році, ціна зросла до 44 мільйонів фунтів стерлінгів за чотири роки. Ці перемовини про нову угоду в 1988 році стали першою пересторогою про створення окремої ліги. Десять клубів погрожували відокремитися і сформувати «суперлігу», але врешті-решт їх умовили залишитися. Та разом із покращанням стадіонів і зростанням відвідуваності й доходів найкращі команди країни знов повернулися до ідеї залишити Футбольну Лігу, щоб заробити на дедалі більшій інвестиційній привабливості футболу.

### Заснування
Прем'єр-лігу Футбольної Асоціації (початкова назва) засновано в 1992 році клубами з найвищого дивізіону Футбольної Ліги. Перший чемпіонат Прем'єр-ліги відбувся у сезоні 1992—1993 і в ньому взяли участь 22 клуби. Через вимоги ФІФА, керівного органу міжнародного футболу, кількість клубів було зменшено до 20 в 1995 році, коли чотири клуби вибули з ліги та лише два підвищилися у класі. 8 червня 2006 року ФІФА запропонувала всім провідним європейським лігам зменшити кількість команд-учасниць до 18 до початку сезону 2007—2008, з метою обмежити кількість матчів і послабити навантаження на гравців. Речник Прем'єр-ліги оголосив про наміри не приставати на таку пропозицію.

## Структура
Прем'єр-ліга є корпорацією, власниками якої є 20 клубів-членів. Кожен клуб є акціонером і має право на один голос під час голосування з таких питань як зміни правил чи комерційні контракти. Клуби обирають голову ради директорів, виконавчого директора і раду директорів. Футбольна Асоціація безпосередньо не бере участі у щоденній діяльності Прем'єр-ліги, але має право вето як особливий акціонер під час розгляду окремих питань, як-от вибори голови ради директорів і виконавчого директора, а також питань вибуття та підвищення у класі.
Прем'єр-ліга надсилає представників до Європейського клубного форуму УЄФА, представництво країн і клубів у якому визначається згідно з таблицею коефіцієнтів УЄФА. Європейський клубний форум відповідає за призначення трьох членів Комітету клубних змагань УЄФА, який опікується організацією європейських клубних змагань, як-от Ліга Чемпіонів і Ліга Європи.

## Формат змагань
Прем'єр-ліга складається з 20 клубів. Протягом сезону, який триває з серпня до травня наступного року, кожен клуб грає з кожним двічі — на власному та на чужому стадіоні. Таким чином, кожен клуб грає 38 ігор за сезон, а всього грається 380 матчів (38 турів, 10 матчів у кожному). За кожну перемогу команда отримує три очки, за нічию — одне очко і жодного очка — за поразку. Команди розташовуються в турнірній таблиці згідно з кількістю набраних очок, якщо їх кількість однакова, то згідно з різницею забитих і пропущених голів, а якщо і цей показник збігається, то за кількістю забитих голів. Наприкінці сезону клуб, який посів найвищу сходинку в турнірній таблиці, проголошується чемпіоном. Три команди, які за результатами сезону посіли найнижчі сходинки, вибувають до Чемпіонату Футбольної Ліги, і замінюються на три команди з Чемпіонату, що вибороли право на підвищення у класі.

### Кваліфікація до європейських клубних турнірів
Перші чотири клуби Прем'єр-ліги за результатами сезону здобувають право грати у Лізі Чемпіонів. Переможці Ліги чемпіонів УЄФА та Ліги Європи УЄФА можуть отримати додаткову кваліфікацію до групового етапу Ліги чемпіонів УЄФА наступного сезону, якщо вони не потраплять до чотирьох найкращих. Якщо таке трапиться, це означає, що команда Прем'єр-ліги, яка посіла 4-те місце, грає у Лізі Європи УЄФА, оскільки для будь-якої окремої нації обмежено максимум п'ять команд у Лізі Чемпіонів.
Команда, що посіла 5-те місце, а також володар Кубка Англії, здобуває право грати у Лізі Європи УЄФА. Якщо володар Кубка Англії посів одне з п'яти найкращих місць у Прем'єр-лізі, або виграв один із великих турнірів УЄФА, тоді це місце надається команді, яка посіла 6-те місце.
Переможець Кубка Футбольної ліги потрапляє до плей-офф раунду Ліги конференцій УЄФА наступного сезону, але якщо переможець вже пройшов кваліфікацію до змагань УЄФА через свою гру в іншому турнірі, то це місце надається команді, яка посіла 6-те місце у Прем'єр-лізі, або сьоме, якщо результат Кубка Англії вже спричинив кваліфікацію команди, яка посіла 6-те місце.
З формальної точки зору, Футбольна Асоціація може надати право грати в Європі будь-якому клубу. На практиці це право вперше випробувано 2005 року, коли «Ліверпуль» виграв Лігу Чемпіонів, але посів нижче 4-го місця у Прем'єр-лізі. Виникла ситуація, коли володар найпрестижнішого європейського трофея не мав би права захищати свій титул наступного сезону. Футбольна Асоціація розглядала можливість посунути четверту команду ліги, замінивши її Ліверпулем, хоча врешті-решт відмовилася від цього шляху. УЄФА надала додаткове п'яте місце Ліверпулю, а незабаром зобов'язала національні асоціації надавати в майбутньому одне з місць у Лізі Чемпіонів переможцю цього турніру попереднього сезону незалежно від результатів його виступів у національній лізі.
Кількість місць, відведених англійським клубам у змаганнях УЄФА, залежить від позиції, яку займає країна у рейтингу УЄФА, які розраховуються на основі результатів команд у змаганнях УЄФА за попередні п'ять років. На вересень 2021 року Англія (і де-факто Прем'єр-ліга) очолює цей рейтинг.

## Чемпіони
З часу заснування Прем'єр-ліги її чемпіонами ставали лише сім команд: «Манчестер Юнайтед» (13 разів), «Манчестер Сіті» (8 разів), «Челсі» (5 разів), «Арсенал» (3 рази), «Ліверпуль» (2 рази), «Блекберн Роверз» і «Лестер Сіті» (по одному разу). Чинним чемпіоном (сезон 2024—2025) є «Ліверпуль».
| Сезон   | Чемпіон           | Друге місце       | Третє місце       |
| ------- | ----------------- | ----------------- | ----------------- |
| 1992–93 | Манчестер Юнайтед | Астон Вілла       | Норвіч Сіті       |
| 1993–94 | Манчестер Юнайтед | Блекберн Роверз   | Ньюкасл Юнайтед   |
| 1994–95 | Блекберн Роверз   | Манчестер Юнайтед | Ноттінгем Форест  |
| 1995–96 | Манчестер Юнайтед | Ньюкасл Юнайтед   | Ліверпуль         |
| 1996–97 | Манчестер Юнайтед | Ньюкасл Юнайтед   | Арсенал           |
| 1997–98 | Арсенал           | Манчестер Юнайтед | Ліверпуль         |
| 1998–99 | Манчестер Юнайтед | Арсенал           | Челсі             |
| 1999–00 | Манчестер Юнайтед | Арсенал           | Лідс Юнайтед      |
| 2000–01 | Манчестер Юнайтед | Арсенал           | Ліверпуль         |
| 2001–02 | Арсенал           | Ліверпуль         | Манчестер Юнайтед |
| 2002–03 | Манчестер Юнайтед | Арсенал           | Ньюкасл Юнайтед   |
| 2003–04 | Арсенал           | Челсі             | Манчестер Юнайтед |
| 2004–05 | Челсі             | Арсенал           | Манчестер Юнайтед |
| 2005–06 | Челсі             | Манчестер Юнайтед | Ліверпуль         |
| 2006–07 | Манчестер Юнайтед | Челсі             | Ліверпуль         |
| 2007–08 | Манчестер Юнайтед | Челсі             | Арсенал           |
| 2008–09 | Манчестер Юнайтед | Ліверпуль         | Челсі             |
| 2009–10 | Челсі             | Манчестер Юнайтед | Арсенал           |
| 2010–11 | Манчестер Юнайтед | Челсі             | Манчестер Сіті    |
| 2011–12 | Манчестер Сіті    | Манчестер Юнайтед | Арсенал           |
| 2012–13 | Манчестер Юнайтед | Манчестер Сіті    | Челсі             |
| 2013–14 | Манчестер Сіті    | Ліверпуль         | Челсі             |
| 2014–15 | Челсі             | Манчестер Сіті    | Арсенал           |
| 2015–16 | Лестер Сіті       | Арсенал           | Тоттенгем Готспур |
| 2016–17 | Челсі             | Тоттенгем Готспур | Манчестер Сіті    |
| 2017–18 | Манчестер Сіті    | Манчестер Юнайтед | Тоттенгем Готспур |
| 2018–19 | Манчестер Сіті    | Ліверпуль         | Челсі             |
| 2019–20 | Ліверпуль         | Манчестер Сіті    | Манчестер Юнайтед |
| 2020–21 | Манчестер Сіті    | Манчестер Юнайтед | Ліверпуль         |
| 2021–22 | Манчестер Сіті    | Ліверпуль         | Челсі             |
| 2022–23 | Манчестер Сіті    | Арсенал           | Манчестер Юнайтед |
| 2023–24 | Манчестер Сіті    | Арсенал           | Ліверпуль         |
| 2024–25 | Ліверпуль         | Арсенал           | Манчестер Сіті    |

## Фінанси
У Прем'єр-лізі грає багато провідних футболістів світу, включаючи іноземців. Вона є найприбутковішою футбольною лігою світу, з загальними доходами клубів понад 1,3 мільярда фунтів стерлінгів (приблизно 1,9 мільярда євро) у сезоні 2004—2005, згідно з інформацією Deloitte, більш як на 40 % випередивши італійську Серію А. На травень 2021 вона є також п'ятою серед найдохідніших ліг світу з будь-якого виду спорту, відстаючи лише від трьох північноамериканських ліг — Національної футбольної ліги, Major League Baseball і Національної баскетбольної асоціації, та Індійської прем'єр-ліги. Зважаючи на те, що Прем'єр-ліга нараховує лише 20 клубів (проти 32 в НФЛ і 30 в інших великих північноамериканських лігах), середній дохід клубу Прем'єр-ліги приблизно дорівнює середньому доходу клубу НБА.
Згідно з так званою «Грошовою футбольною лігою» Делойт, найбагатший клуб Англії «Манчестер Юнайтед» четвертий у світі. З іншої сторони, нерівність у розподіленні доходів набагато менш відчутна в Англії, ніж в інших європейських лігах. Сім англійських клубів знаходяться у провідній двадцятці «грошової футбольної ліги» Делойт, тоді як жодна інша європейська ліга не має більш ніж чотири команди в цій таблиці.
Середня відвідуваність матчів Прем'єр-ліги склала 33 875 глядачів у сезоні 2005—2006. За цим показником Прем'єр-ліга посідає 4-те місце з-поміж усіх професійних ліг світу, випереджаючи Серію А і Ла Лігу, але поступаючись німецькій Бундеслізі. У порівнянні з сезоном 1992—1993 середня відвідуваність зросла більш як на 60 % (з 21 126). Однак слід зазначити, що у сезоні 1992—1993 місткість більшості стадіонів зменшено під час реконструкції арен із перетворенням їх на повністю сидячі, згідно з рекомендаціями звіту Тейлора щодо стандартів безпеки. Рекордну середню відвідуваність (35 464) зафіксовано у сезоні 2002—2003.
Виторг від продажу квитків і від продажу телеправ є найзначнішими джерелами доходів ліги. Попередня угода телекомпанії «Sky Sports» з Прем'єр-лігою на права трансляції 92 матчів щосезону, згідно з якою дохід ліги складе 1,3 мільярда фунтів стерлінгів протягом трьох років. Ще 392 мільйони фунтів стерлінгів надійде від телекомпанії «Setanta Sports» за 46 матчів. Продаж телеправ за кордон принесе 625 мільйонів фунтів стерлінгів, а прибуток від трансляції в Інтернет і через мобільні телефони дасть ще 400 мільйонів фунтів стерлінгів. Згідно з угодою, кожного сезону переможець ліги отримає 50 мільйонів фунтів стерлінгів, а остання команда — 30 мільйонів (приблизно стільки отримав чемпіон «Челсі» згідно з попередньою угодою в сезоні 2005—2006).
Угода підписана в грудні 2014 року діяла з серпня 2016 протягом 3 років. Згідно з нею, за 3,038 мільярда фунтів продані права на трансляцію 168 матчів за сезон наживо. Це на 14 більше ніж 154 згідно з попередньою угодою від 2012 року. 168 ігор діляться між Sky та BT (Sky — 2,3 млрд £ — 116 ігор; 38 ігор — 738 млн £ — ВТ).
Слід зазначити, що всі клуби Прем'єр-ліги (навіть ті, що понижуються у класі до Чемпіоншипу) входять до 40 найбагатших клубів світу за доходами завдяки продажу ТВ прав.
У 2021 році АПЛ підписала 6-річний контракт з NBC, який заплатив за право транслювати усі 380 матчів Прем'єр-ліги в сезоні на території США більше 2 мільярдів доларів. Ця угода стала рекордною для АПЛ із бродкастером з-за меж Великої Британії.

### Спонсорство
Прем'єр-ліга мала спонсорів починаючи з 1993 року. Спонсору за звичаєм надається право називати лігу своїм іменем протягом дії спонсорської угоди. Нижче наведено перелік спонсорів і відповідних назв турніру:
- 1993—2001: Карлінг (Прем'єрство ФА Карлінг)
- 2001—2004: Barclaycard (Прем'єрство Barclaycard)
- 2004—2016: Barclays (Прем'єрство Barclays у 2004—2007 рр., Прем'єр-ліга Barclays з 2007—2016 рр.)[21]

## Гравці

### Легіонери
У першому сезоні Прем'єр-ліги (1992—1993) лише одинадцять гравців у стартових складах усіх команд першого туру були з-за меж Британських островів. Але вже в сезоні 2000—2001 36 % усіх гравців Прем'єр-ліги були іноземцями. У сезоні 2004—2005 ця кількість зросла до 45 %. 26 грудня 1999 року «Челсі» став першим клубом, у стартовому складі якого на гру вийшли лише іноземці, а 14 лютого 2005 року «Арсенал» першим заявив на гру склад з 16 виключно іноземних гравців.
Жоден англійський тренер не вигравав Прем'єр-лігу станом на кінець сезону 2023—2024. Тренували чемпіонів шотландці сер Алекс Фергюсон («Манчестер Юнайтед») і сер Кенні Далгліш («Блекберн Роверз»), француз Арсен Венгер («Арсенал»), португалець Жозе Моурінью («Челсі»), італійці Карло Анчелотті, Антоніо Конте (обидва «Челсі»), Роберто Манчіні («Манчестер Сіті») та Клаудіо Раньєрі («Лестер Сіті»), чилієць Мануель Пеллегріні («Манчестер Сіті»), іспанець Пеп Гвардіола («Манчестер Сіті») та німець Юрген Клопп («Ліверпуль»). Найвищим досягненням англійських тренерів стали другі місця Рона Аткінсона з «Астон Віллою» 1993 року, Кевіна Кігана з «Ньюкасл Юнайтед» 1996 і 1997 року та Брендана Роджерса з («Ліверпулем») 2014 року.

### Українці в Прем'єр-лізі
У таблиці наведено список українських футболістів, які в різний час виступали у найвищому англійському дивізіоні. До списку включено Олексія Чередника, який грав у Футбольній лізі до появи Прем'єр-ліги.
Найбільш матчів серед українців (132) провів Олександр Зінченко. Олег Лужний став першим серед українців чемпіоном Англії в складі своєї команди (сезон 2001/02). У сезонах 2017/18, 2018/19, 2020/21, 2021/22 Олександр Зінченко разом з «Манчестер Сіті» другим серед українців здобув титул. Найбільше голів (10) забив Сергій Ребров.
| Гравець            | Клуб                      | Сезон   | Ігри | Голи |
| ------------------ | ------------------------- | ------- | ---- | ---- |
| Олексій Чередник   | «Саутгемптон»             | 1989/90 | 8    | 0    |
| Олексій Чередник   | «Саутгемптон»             | 1990/91 | 15   | 0    |
| Олександр Євтушок  | «Ковентрі Сіті»           | 1996/97 | 3    | 0    |
| Олег Лужний        | «Арсенал»                 | 1999/00 | 21   | 0    |
| Олег Лужний        | «Арсенал»                 | 2000/01 | 19   | 0    |
| Олег Лужний        | «Арсенал»                 | 2001/02 | 18   | 0    |
| Олег Лужний        | «Арсенал»                 | 2002/03 | 17   | 0    |
| Олег Лужний        | «Вулвергемптон Вондерерз» | 2003/04 | 6    | 0    |
| Сергій Ребров      | «Тоттенгем Готспур»       | 2000/01 | 29   | 9    |
| Сергій Ребров      | «Тоттенгем Готспур»       | 2001/02 | 30   | 1    |
| Андрій Шевченко    | «Челсі»                   | 2006/07 | 30   | 4    |
| Андрій Шевченко    | «Челсі»                   | 2007/08 | 17   | 5    |
| Андрій Шевченко    | «Челсі»                   | 2009/10 | 1    | 0    |
| Андрій Воронін     | «Ліверпуль»               | 2007/08 | 19   | 5    |
| Андрій Воронін     | «Ліверпуль»               | 2009/10 | 8    | 0    |
| Олександр Зінченко | «Манчестер Сіті»          | 2017/18 | 8    | 0    |
| Олександр Зінченко | «Манчестер Сіті»          | 2018/19 | 14   | 0    |
| Олександр Зінченко | «Манчестер Сіті»          | 2019/20 | 19   | 0    |
| Олександр Зінченко | «Манчестер Сіті»          | 2020/21 | 20   | 0    |
| Олександр Зінченко | «Манчестер Сіті»          | 2021/22 | 15   | 0    |
| Олександр Зінченко | «Арсенал»                 | 2022/23 | 27   | 1    |
| Олександр Зінченко | «Арсенал»                 | 2023/24 | 27   | 1    |
| Олександр Зінченко | «Арсенал»                 | 2024/25 | 15   | 0    |
| Андрій Ярмоленко   | «Вест Гем Юнайтед»        | 2018/19 | 9    | 2    |
| Андрій Ярмоленко   | «Вест Гем Юнайтед»        | 2019/20 | 23   | 5    |
| Андрій Ярмоленко   | «Вест Гем Юнайтед»        | 2020/21 | 15   | 0    |
| Андрій Ярмоленко   | «Вест Гем Юнайтед»        | 2021/22 | 19   | 1    |
| Віталій Миколенко  | «Евертон»                 | 2021/22 | 13   | 1    |
| Віталій Миколенко  | «Евертон»                 | 2022/23 | 34   | 0    |
| Віталій Миколенко  | «Евертон»                 | 2023/24 | 28   | 2    |
| Віталій Миколенко  | «Евертон»                 | 2024/25 | 35   | 1    |
| Михайло Мудрик     | «Челсі»                   | 2022/23 | 15   | 0    |
| Михайло Мудрик     | «Челсі»                   | 2023/24 | 31   | 5    |
| Михайло Мудрик     | «Челсі»                   | 2024/25 | 7    | 0    |
| Ілля Забарний      | «Борнмут»                 | 2022/23 | 5    | 0    |
| Ілля Забарний      | «Борнмут»                 | 2023/24 | 37   | 1    |
| Ілля Забарний      | «Борнмут»                 | 2024/25 | 36   | 0    |
| Єгор Ярмолюк       | «Брентфорд»               | 2023/24 | 27   | 0    |
| Єгор Ярмолюк       | «Брентфорд»               | 2024/25 | 31   | 0    |
| Єгор Ярмолюк       | «Брентфорд»               | 2025/26 | 1    | 0    |

## Рекорди

### Бомбардири
Станом на 25 травня 2025
- Жирним шрифтом позначено гравців, які виступають у Прем'єр-лізі.
- Курсивом позначено гравців, які виступають в інших лігах на професійному рівні.

| №  | Гравець        | Голи | Матчі | Голів за матч | Роки      | Клуби (Голи/Матчі) |
| -- | -------------- | ---- | ----- | ------------- | --------- | --- |
| 1  | Алан Ширер     | 260  | 441   | 0.59          | 1992–2006 | «Блекберн Роверз» (112/138), «Ньюкасл Юнайтед» (148/303) |
| 2  | Гаррі Кейн     | 213  | 320   | 0.67          | 2012–2023 | «Тоттенгем Готспур» (213/317), «Норвіч Сіті» (0/3) |
| 3  | Вейн Руні      | 208  | 491   | 0.42          | 2002–2018 | «Евертон» (25/98), «Манчестер Юнайтед» (183/393) |
| 4  | Енді Коул      | 187  | 414   | 0.45          | 1993–2006 | «Ньюкасл Юнайтед» (43/58), «Манчестер Юнайтед» (93/195), «Блекберн Роверз» (27/83), «Фулгем» (12/31), «Манчестер Сіті» (9/22), «Портсмут» (3/18), «Сандерленд» (0/7) |
| 5  | Мохаммед Салах | 186  | 301   | 0.62          | 2014–2025 | «Челсі» (2/13), «Ліверпуль» (184/288) |
| 6  | Серхіо Агуеро  | 184  | 275   | 0.67          | 2011–2021 | «Манчестер Сіті» (184/275) |
| 7  | Френк Лемпард  | 177  | 609   | 0.29          | 1996–2015 | «Вест Гем Юнайтед» (24/148), «Челсі» (147/429), «Манчестер Сіті» (6/32)                                                                                              |
| 8  | Тьєррі Анрі    | 175  | 258   | 0.68          | 1999–2012 | «Арсенал» (175/258) |
| 9  | Роббі Фаулер   | 163  | 379   | 0.43          | 1993–2008 | «Ліверпуль» (128/266), «Лідс Юнайтед» (14/30), «Манчестер Сіті» (21/80), «Блекберн Роверз» (0/3)                                                                     |
| 10 | Джермейн Дефо  | 162  | 496   | 0.33          | 2001–2018 | «Вест Гем Юнайтед» (18/74), «Тоттенгем Готспур» (91/276), «Портсмут» (15/31), «Сандерленд» (34/87), «Борнмут» (4/28)                                                 |

### Кількість матчів у Прем'єр-лізі
Станом на 25 травня 2025
- Жирним шрифтом позначено гравців, які виступають у Прем'єр-лізі.

| №  | Гравець         | Матчі | Роки      |
| -- | --------------- | ----- | --------- |
| 1  | Гарет Баррі     | 653   | 1998–2018 |
| 2  | Джеймс Мілнер   | 638   | 2002–     |
| 3  | Раян Гіггз      | 632   | 1992–2014 |
| 4  | Френк Лемпард   | 609   | 1996–2015 |
| 5  | Девід Джеймс    | 572   | 1992–2010 |
| 6  | Гері Спід       | 535   | 1992–2007 |
| 7  | Еміль Гескі     | 516   | 1995–2012 |
| 8  | Марк Шварцер    | 514   | 1997–2015 |
| 9  | Джеймі Каррагер | 508   | 1997–2013 |
| 10 | Філ Невілл      | 505   | 1995–2013 |

### Рекордні трансфери
| Місце | Гравець           | Вартість   | Рік  | Трансфер із клубу   | Трансфер у клуб   |
| ----- | ----------------- | ---------- | ---- | ------------------- | ----------------- |
| 1     | Джек Гріліш       | €117,5 млн | 2021 | Астон Вілла         | Манчестер Сіті    |
| 2     | Ромелу Лукаку     | €115 млн   | 2021 | Інтернаціонале      | Челсі             |
| 3     | Поль Погба        | €105 млн   | 2016 | Ювентус             | Манчестер Юнайтед |
| 4     | Антоні            | €95 млн    | 2022 | Аякс                | Манчестер Юнайтед |
| 5     | Гаррі Магвайр     | €87 млн    | 2019 | Лестер Сіті         | Манчестер Юнайтед |
| 6     | Джейдон Санчо     | €85 млн    | 2021 | Боруссія (Дортмунд) | Манчестер Юнайтед |
| 7     | Ромелу Лукаку     | €84,7 млн  | 2017 | Евертон             | Манчестер Юнайтед |
| 8     | Вірджил ван Дейк  | €84,65 млн | 2018 | Саутгемптон         | Ліверпуль         |
| 9     | Веслі Фофана      | €80,40 млн | 2022 | Лестер Сіті         | Челсі             |
| 10    | Дарвін Нуньєс     | €80 млн    | 2022 | Бенфіка             | Ліверпуль         |
| 10    | Кай Гаверц        | €80 млн    | 2020 | Баєр 04             | Челсі             |
| 10    | Ніколя Пепе       | €80 млн    | 2019 | Лілль               | Арсенал           |
| 10    | Кепа Аррісабалага | €80 млн    | 2018 | Атлетік (Більбао)   | Челсі             |

| Місце | Гравець           | Вартість   | Рік  | Трансфер із клубу | Трансфер у клуб   |
| ----- | ----------------- | ---------- | ---- | ----------------- | ----------------- |
| 1     | Філіппе Коутінью  | €135 млн   | 2018 | Ліверпуль         | Барселона         |
| 2     | Джек Гріліш       | €117,5 млн | 2021 | Астон Вілла       | Манчестер Сіті    |
| 3     | Еден Азар         | €115 млн   | 2019 | Челсі             | Реал Мадрид       |
| 4     | Гарет Бейл        | €101 млн   | 2013 | Тоттенгем Готспур | Реал Мадрид       |
| 5     | Кріштіану Роналду | €94 млн    | 2009 | Манчестер Юнайтед | Реал Мадрид       |
| 6     | Гаррі Магвайр     | €87 млн    | 2019 | Лестер Сіті       | Манчестер Юнайтед |
| 7     | Ромелу Лукаку     | €84,7 млн  | 2017 | Евертон           | Манчестер Юнайтед |
| 8     | Вірджил ван Дейк  | €84,65 млн | 2018 | Саутгемптон       | Ліверпуль         |
| 9     | Луїс Суарес       | €81,72 млн | 2014 | Ліверпуль         | Барселона         |
| 10    | Веслі Фофана      | €80,40 млн | 2022 | Лестер Сіті       | Челсі             |